# Metopius soror
Metopius soror là một loài tò vò trong họ Ichneumonidae.